# Ni un paso atrás (en directo)
Ni un paso atrás (en directo) es un álbum que fue grabado en directo durante las actuaciones que las bandas Reincidentes, Porretas, Boikot y Sonora llevaron a cabo en la sala Santana 27 de Bilbao y en la fiesta del PCE en la Casa de Campo de Madrid en marzo y septiembre de 2007 respectivamente correspondientes a la gira “Ni un paso atrás” que durante 8 meses llevaron a las 4 formaciones a girar por 21 escenarios de toda España.
El álbum fue editado en diciembre de 2008 por la discográfica Realidad Musical y se acompañaba de un documental denominado "Diario de gira" en formato DVD dirigido por Kike Babas y Kike Turrón en el que se recoge la convivencia de las cuatro bandas durante los días que compartieron girando por la geografía española intercaladas con canciones de los distintos conciertos que fueron ofreciendo.
La estructura del disco consiste en que se recogen cuatro cortes interpretados por cada una de las bandas integrantes del proyecto, excepto en el caso de Sonora de la que sólo se recogen dos y como cierre del álbum 3 canciones en las que todas las formaciones colaboran simultáneamente en el escenario formando lo que se dio a cononcer como Banda N.U.P.A.
El título del disco es tomado del álbum de Reincidentes titulado Ni un paso atrás (1991).

## Lista de canciones del CD
1. La del furbol (Porretas)
2. Vive y deja vivir (Porretas)
3. El deudor del condado de Hortaleza (Porretas)
4. Porretas (Porretas)
5. Grana y oro (Reincidentes)
6. Ay! Dolores (Reincidentes)
7. Vicio (Reincidentes)
8. J´artos de aguantar (Reincidentes)
9. Tekila (Boikot)
10. No callar (Boikot)
11. Mentiras (Boikot)
12. Hasta siempre (Boikot)
13. Al otro lado (Sonora)
14. Lenguas de rata (Sonora)
15. Maneras de vivir (Leño) (Banda N.U.P.A.)
16. Ellos dicen mierda (La Polla Records) (Banda N.U.P.A.)
17. Mierda de ciudad (Kortatu) (Banda N.U.P.A.)

## Temas contenidos en el DVD
1. Ellos dicen mierda (La Polla Records) (Banda N.U.P.A.)
2. Blitzkrieg Bop (Ramones) (Banda N.U.P.A.)
3. Tekila (Boikot)
4. Resistencia (Reincidentes)
5. Jodido futuro (Porretas)
6. Maneras de vivir (Leño) (Banda N.U.P.A.)
7. No hay color (Sonora)
8. Blanco Y negro (Banda N.U.P.A. + El Drogas de Barricada)
9. No hay tregua (Banda N.U.P.A. + El Boni de Barricada)
10. Grana y oro (Reincidentes)
11. El deudor del condado de Hortaleza (Porretas)
12. Bella ciao (Boikot)
13. Mierda de ciudad (Kortatu) (Banda N.U.P.A.)